# Преображенський чоловічий монастир (Нещерів)
Преображенський чоловічий монастир — православний чоловічий монастир у селі Нещерів, Обухівський район, Київська область, УПЦ МП.

## Історія
У 1794 році поміщик-благодійник (деякий час був Київським сотником і очільником дворянства Київського повіту) Іван Павлович Гудим-Левкович побудував у селі Преображенський храм, що є унікальним зразком переходу українського бароко до класицизму та має форму корабля (як символ того, що церква веде людину через бурхливе життєве море до тихої пристані). Для побудови храму було виділено 36 десятин землі та велику суму грошей. Також, крім основного приділу Преображення Господнього, храм мав декілька приділів в честь святителя Павла Ісповідника, святої равноапостольної первомучениці Фекли і Усікновення глави святого пророка Іоанна Предтечі. Також у храмову будівлю вбудували дзвіницю з дерев'яними ставнями. Пізніше на території храму поховали його фундатора Івана Павловича Гудиму-Левковича, його брата Максима Павловича та сина Іван Іванович, які опікувалися церквою. Крім знатних осіб у підземному склепі, що під храмом є поховання духовенства (на жаль розграбовані при радянській владі). Відомо, що одним із перших настоятелів храму був протоієрей Петро Грибеновський (помер 1888 року). При храмі діяла церковно-приходська школа для дітей.
У 1960-х роках радянська влада відібрала церкву у вірян і перетворила її на зерносховище. Храм дуже занедбали і вже у 1970-х роках він перебував у аварійному становищі та перестав використовуватися. Він був у напівзруйнованому стані з втраченим внутрішньою і зовнішньою благоліпністю. 1988 року будівлю повернули церковній громаді та за настоятельства протоієрея Сергія Огли у 1990-х роках церковна будівля відбудовується у первозданному вигляді. Пізніше, у 2004 році на базі храму було створено заміський Спасо-Преображенський скит київського Свято-Троїцького Іонинського монастиря. Через рік скит перетворили на самостійний монастир. Обоє монастирі спільно, за участю меценатів, провели значну реставрацію храму. Окрім головного престолу були відновлені приділи в честь Усікновення глави святого пророка Іоанна Предтечі та у 2013 році в колишньому підвальному приміщенні приділ святих новомучеників і сповідників Руських. В цей же час монахи облаштовували келії та займалися різноманітною господарською роботою. Їм у цьому часто допомагають православні волонтери.

## Монастирські свята
- головним престольним святом є Преображення Господнє (6 (19) серпня)

## Архітектура
Преображенська церква є досить унікальним шедевром архітектури. ЇЇ прямокутний корпус не має виступаючої вівтарної апсиди, а барабан грушоподібного куполу зміщений на схід і злегка втиснений у високій 4-скатній покрівлі із заломом, при цьому витримані висотні пропорції (плавний перехід високої покрівлі від масивного корпусу до урівноважуючого стрункого куполу «пом'якшує» потужність споруди, немов збираючи його до неба. Східна половина храму має високі склепінчасті вікна в один ярус, західна — склепінчасті і квадратні на 2-х ярусах. В південно-західному кутку будівлі, на рівні 2-го ярусу, влаштована дзвіниця (вона не виступає за межі фасадів і не тягнеться на усю ширину храму). Купол прикрашає хрест з позолотою.
Біля церкви монастир спорудив кам'яні хрести в пам'ять ктиторів храму і на могилі воїнів, розстріляних німецькими окупантами під час Німецько-радянської війни. Ще біля храму розташована кам'яна каплиця у формі апсиди для богослужінь просто неба. Неподалік розташовані 2 монастирські корпуси.

## Цікаві факти
- У Спасо-Преображенському скиту організований церковний притулок для котів, що діє за благословіння та підтримки скитоначальника архімандрита Іоасафа (Перетятько). У травні 2016 року у притулку жило 34 коти[5].
- У цьому монастирі знімався фільм режисера Олександра Столярова «Старець Паїсій і я, що стою догори ногами».